# Nosač zrakoplova Minas Gerais
Minas Gerais (A11) je bio nosač zrakoplova klase Colossus u službi Brazilske ratne mornarice od 1960. do 2001. godine. Brod je izgrađen za Britansku kraljevsku ratnu mornaricu tijekom Drugog svjetskog rata kao HMS Vengeance, ali je dovršen kratko nakon završetka rata. Nakon uloge trening broda i istraživačkog broda na Arktiku, nosač je iznajmljen Australskoj mornarici od 1952. do 1955. godine.
Na povratku iz posudbe, nosač je prodan Brazilu i prošao je četverogodišnju nadogradnju kako bi mogao primiti teže vojne zrakoplove. Primljen je u službu Brazilske mornarice pod imenom Minas Gerais (imenovan prema državi Minas Gerais) 1960. godine. Bio je u službi sve do 2001. i u to vrijeme je bio najstariji nosač zrakoplova u operativnoj uporabi na svijetu. U službi ga je zamijenio noviji nosač São Paulo (A12). Brod je na kraju prodan kao staro željezo.

### Unutarnje poveznice
- Charles de Gaulle (R91)
- São Paulo (A12)

### Zajednički poslužitelj
|  | Zajednički poslužitelj ima stranicu o temi NAeL Minas Gerais (ship, 1944)    |
|  | Zajednički poslužitelj ima još gradiva o temi NAeL Minas Gerais (ship, 1944) |